# Morio Shigematsu
Morio Shigematsu (jap. 重松 森雄, Shigematsu Morio; * 21. Juni 1940) ist ein ehemaliger japanischer Marathonläufer.
1962 belegte er bei seinem Debüt den 15. Platz im Fukuoka-Marathon. Im Jahr darauf siegte er beim Nobeoka-Marathon und wurde Zweiter beim Mainichi-Marathon.
1964 wurde er Sechster beim Beppu-Ōita-Marathon. Als Fünfter beim Mainichi-Marathon verpasste er die Qualifikation für die Olympischen Spiele in Tokio. Zum Saisonabschluss wurde er Fünfter in Fukuoka.
1965 gelangen ihm nach einem vierten Platz beim Beppu-Ōita-Marathon seine beiden größten Erfolge: Beim Boston-Marathon stellte er mit 2:16:33 h einen Streckenrekord auf, und beim Polytechnic Marathon triumphierte er mit der Weltbestzeit von 2:12:00 h. In der darauffolgenden Saison wurde er Neunter beim Beppu-Ōita-Marathon, siegte beim Hokkai-Times-Marathon und gewann Silber bei den Asienspielen 1966 in Bangkok.
Nach einem 19. Platz in Fukuoka 1967 blieb er 1968 letztmals unter 2:20 h mit einem zehnten Platz beim Beppu-Ōita-Marathon (2:17:46) und einem vierten Platz beim nunmehr als Biwa-See-Marathon ausgetragenen Mainichi-Marathon (2:17:15). Im Sommer gewann er erneut den Hokkai-Times-Marathon, 1969 wurde er Neunter beim Beppu-Ōita-Marathon.
Nach seiner aktiven Karriere wurde er Trainer.